# Arpad Elo
Arpad Emrick Elo, ungarisch Árpád Imre Élő (* 25. August 1903 in Egyházaskesző, Österreich-Ungarn; † 5. November 1992 in Brookfield bei Milwaukee) war ein US-amerikanischer Physiker und Statistiker ungarischer Herkunft. Er ist der Erfinder der Elo-Zahl.

## Leben
Im Alter von zehn Jahren kam Elo als Einwanderer aus Ungarn in die USA. Nach Abschluss seines Studiums der Naturwissenschaften an der Universität von Chicago lehrte er ab 1926 bis zu seiner Pensionierung 1969 als Professor der Theoretischen Physik an der Marquette University in Milwaukee. Er war Schachspieler und gewann zwischen 1935 und 1961 achtmal die Meisterschaft von Wisconsin. Von 1935 bis 1937 war er Präsident der American Chess Federation, einer Vorgängerorganisation der United States Chess Federation (USCF). 1981 wurde er zum Ehrenmitglied der FIDE ernannt.

## Elo-Zahl
Ab 1959 entwickelte Elo sein Wertungssystem, bei dem den Schachspielern aufgrund statistischer Auswertung ihrer bisherigen Turnierergebnisse eine sogenannte Elo-Zahl zugeordnet wird, die ihre Spielstärke widerspiegelt und Prognosen über ihre Erfolgsaussichten gegen andere Spieler zulässt. Ab 1960 wurde das System zunächst von der USCF und ab 1970 auch vom Weltschachbund FIDE übernommen, der das System zum 1. Juli 1971 offiziell einführte. Elo führte bis 1980 die entsprechenden Berechnungen für die FIDE selbst durch. In seinem 1978 erschienenen Buch The rating of chessplayers past and present wandte er seine Formel auch rückwirkend an und ermittelte historische Elo-Zahlen für alle bedeutenden Schachmeister ab Mitte des 19. Jahrhunderts.
Inzwischen ist das Elo-System beim Schach weltweit zum Standard geworden. Es wird aber auch zur Spielstärkemessung in anderen Sportarten angewandt, beispielsweise im Tischtennis, im Go und sogar im Fußball.
Er selbst sagte über das von ihm entwickelte System:

„Manchmal denke ich, ich habe Frankensteins Monster erschaffen! Die jungen Spieler interessieren sich mehr für die Elo-Wertung als für die Dinge auf dem Brett.“

## Schriften
- Arpad E. Elo: The Rating Of Chessplayers, Past & Present. Arco Publishing, New York NY 1978, ISBN 0-668-04721-6.